# The Best of Celine Dion
The Best of Celine Dion — третий франкоязычный сборник канадской певицы Селин Дион, выпущенный лейблом Carrere Records в некоторых европейских странах 2 мая 1988 года после победы певицы на конкурсе «Евровидение» с песней «Ne partez pas sans moi». В Германии альбом вышел с другой обложкой и получил название Vivre.

## Предыстория
30 апреля 1988 года Дион выиграла конкурс песни «Евровидение» в Дублине, Ирландия. Она представляла Швейцарию с песней «Ne partez pas sans moi». После этого успеха сингл был выпущен в некоторых европейских странах в начале мая 1988 года, а в середине мая Дион продвигала его в Швейцарии, Франции, Дании, Германии, Финляндии и Италии. Сингл вошел в европейские чарты, заняв первое место в Бельгии, одиннадцатое место в Швейцарии, тридцать шестое место во Франции и сорок второе место в Нидерландах. Лейблы Carrere Records и Mega Records выпустили сборник песен Дион, в который также вошла «Ne partez pas sans moi». Альбом под названием The Best of Celine Dion был выпущен в Швейцарии, Франции, Бельгии, Нидерландах и Люксембурге 2 мая 1988 года. В Германии он был переименован в Vivre и выпущен с другой обложкой, но с тем же трек-листом
.

## Содержание
The Best of Celine Dion открывает песня «Ne partez pas sans moi», победившая на конкурсе «Евровидение» 1988 года. Остальные композиции ранее были выпущены во Франции на альбомах Du soleil au cœur (1983) и Les oiseaux du bonheur (1984) или только на синглах: «C’est pour vivre» (1985), «Billy» (1986), «Je ne veux pas» (1987) и «La religieuse» (1988). Помимо «Ne partez pas sans moi», в альбом также входит ещё один хит «D’amour ou d’amitié», который попал в десятку лучших во Франции в 1983 году и получил золотой статус от SNEP за продажу более 700 000 копий. Все ранние песни (1982—1986) были спродюсированы Эдди Марне и Руди Паскалем. Новые треки (1987—1988) продюсировали Романо Мусумарра, Дидье Барбеливьен, Урс Петер Келлер и Атилла Шерефтуг.

## Список композиций
| №                   | Название                           | Автор(ы)                             | Продюсер(ы)               | Длительность |
| ------------------- | ---------------------------------- | ------------------------------------ | ------------------------- | ------------ |
| 1.                  | «Ne partez pas sans moi»           | Нелла Мартинетти Атилла Шерефтуг     | Шерефтуг Урс Петер Келлер | 3:07         |
| 2.                  | «Billy»                            | Эдди Марне Патрик Лемэтр             | Марне Руди Паскаль        | 2:58         |
| 3.                  | «Je ne veux pas»                   | Марне Романо Мусумарра               | Мусумарра                 | 3:50         |
| 4.                  | «D’amour ou d'amitié» (radio edit) | Марне Жан-Пьер Ланж Ролан Венсан     | Марне Паскаль             | 3:59         |
| 5.                  | «Mon ami m’a quittée»              | Марне Кристиан Луажеро Тьерри Жофруа | Марне Паскаль             | 3:00         |
| 6.                  | «C’est pour vivre»                 | Марне Андре Попп                     | Марне Паскаль             | 3:58         |
| 7.                  | «La religieuse»                    | Дидье Барбеливьен                    | Барбеливьен               | 3:55         |
| 8.                  | «C’est pour toi»                   | Марне Франсуа Оренн                  | Марне Паскаль             | 4:02         |
| 9.                  | «Les chemins de ma maison»         | Эдди Марне Ален Бернар Лемэтр        | Марне Паскаль             | 4:17         |
| 10.                 | «Trois heures vingt»               | Эдди Марне Лемэтр                    | Марне Паскаль             | 3:38         |
| 11.                 | «Les oiseaux du bonheur»           | Марне Попп                           | Марне Паскаль             | 3:33         |
| 12.                 | «Benjamin»                         | Марне Пьер Пападиамандис             | Марне Паскаль             | 4:38         |
| Общая длительность: | Общая длительность:                | Общая длительность:                  | Общая длительность:       | 44:55        |

## История релиза
| Регион                | Дата       | Лейбл             | Формат   | Каталог     |
| --------------------- | ---------- | ----------------- | -------- | ----------- |
| Франция Испания [ 1 ] | 2 мая 1988 | Carrere Records   | CD       | 96-545      |
| Франция Испания [ 1 ] | 2 мая 1988 | Carrere Records   | LP       | 66-545      |
| Франция Испания [ 1 ] | 2 мая 1988 | Carrere Records   | Cassette | 76-545      |
| Германия              | 2 мая 1988 | Carrere Records   | CD       | CAR 8 26833 |
| Германия              | 2 мая 1988 | Carrere Records   | LP       | CAR 6 26833 |
| Германия              | 2 мая 1988 | Carrere Records   | Cassette | CAR 4 26833 |
| Дания Швейцария [ 1 ] | 2 мая 1988 | Edel-Mega Records | CD       | MRCD 3314   |
| Дания Швейцария [ 1 ] | 2 мая 1988 | Edel-Mega Records | LP       | MRLP 3314   |
| Дания Швейцария [ 1 ] | 2 мая 1988 | Edel-Mega Records | Cassette | MRMC 3314   |